# Mike Renshaw
Mike Renshaw (Manchester, 28 aprile 1948 – 17 febbraio 2021) è stato un calciatore e allenatore di calcio inglese naturalizzato statunitense, di ruolo centrocampista.

## Carriera

### Calciatore

#### Club
Renshaw si forma in patria nel Blackpool. Nel settembre 1967 viene aggregato al Dallas Tornado impegnato in un tour mondiale che vedrà impegnato il club texano in una lunga serie di amichevoli in Europa, Africa, Asia, Oceania e centro America sotto la guida dell'allenatore Bob Kap.
Terminato il tour Renshaw con i suoi affrontò nel 1968 la prima edizione della NASL, che anche a causa dell'estenuante sequela di amichevoli sostenute, vide i Tornado chiudere al quarto ed ultimo posto della Gulf Division con 26 sconfitte su trenta incontri.
Terminato il campionato Renshaw, grazie anche all'interessamento di Keith Spurgeon, l'allenatore subentrato a Kap alla guida dei Tornado, torna in patria per giocare nel Margate: l'esperienza con il club del Kent si concluse dopo una sola presenza in coppa poiché si trasferì presso i gallesi del Rhyl.
Nel 1969 ritorna ai Tornado, club in cui militerà sino al 1975 e con cui vincerà la North American Soccer League 1971 oltre che raggiungere la finale nell'edizione del 1973.
Nelle vittoriose finali del 1971 Renshaw giocò per i Tornado tutte e tre sfide contro i georgiani dell'Atlanta Chiefs, segnando anche la prima rete nel 2-0 del decisivo incontro di spareggio del 19 settembre.
Con i Tornado nel 1971 vinse anche il primo campionato indoor della NASL.

#### Nazionale
Naturalizzato statunitense, Renshaw giocò nel 1973 due incontri amichevoli nella nazionale di calcio degli Stati Uniti d'America, conclusesi entrambe con due sconfitte per 4-0 rispettivamente contro Bermuda (incontro nel quale esordì subentrando a Dave Coskunian) e Polonia.

### Allenatore
Ritiratosi dal calcio giocato Renshaw rimase ai Dallas Tornado come assistente di Al Miller. Nel 1981 sostituì lo stesso Miller alla guida dei Tornado ma nel corso della stagione fu sollevato dall'incarico in favore di Peter Short.

### Statistiche

#### Cronologia presenze e reti in Nazionale
| Cronologia completa delle presenze e delle reti in nazionale ― Stati Uniti | Cronologia completa delle presenze e delle reti in nazionale ― Stati Uniti | Cronologia completa delle presenze e delle reti in nazionale ― Stati Uniti | Cronologia completa delle presenze e delle reti in nazionale ― Stati Uniti | Cronologia completa delle presenze e delle reti in nazionale ― Stati Uniti | Cronologia completa delle presenze e delle reti in nazionale ― Stati Uniti | Cronologia completa delle presenze e delle reti in nazionale ― Stati Uniti | Cronologia completa delle presenze e delle reti in nazionale ― Stati Uniti |
| Data                                                                       | Città                                                                      | In casa                                                                    | Risultato                                                                  | Ospiti                                                                     | Competizione                                                               | Reti                                                                       | Note                                                                       |
| -------------------------------------------------------------------------- | -------------------------------------------------------------------------- | -------------------------------------------------------------------------- | -------------------------------------------------------------------------- | -------------------------------------------------------------------------- | -------------------------------------------------------------------------- | -------------------------------------------------------------------------- | -------------------------------------------------------------------------- |
| 17-3-1973                                                                  | Hamilton                                                                   | Bermuda                                                                    | 4 – 0                                                                      | Stati Uniti                                                                | Amichevole                                                                 | -                                                                          | Ingresso                                                                   |
| 20-3-1973                                                                  | Łódź                                                                       | Polonia                                                                    | 4 – 0                                                                      | Stati Uniti                                                                | Amichevole                                                                 | -                                                                          |                                                                            |
| Totale                                                                     |                                                                            | Presenze                                                                   | 2                                                                          |                                                                            | Reti                                                                       | 0                                                                          |                                                                            |

## Palmarès

### Calcio
- North American Soccer League: 1

Dallas Tornado: 1971

### Indoor soccer
- NASL Indoor: 1

Dallas Tornado: 1971.